# كارين بورنس
كارين بورنس (بالإنجليزية: Karen Burns)‏ هي مهندسة معمارية أسترالية، ولدت في 1962.